# La Riche
La Riche – miejscowość i gmina we Francji, w Regionie Centralnym-Dolinie Loary, w departamencie Indre i Loara.
Według danych na rok 1990 gminę zamieszkiwało 7838 osób, a gęstość zaludnienia wynosiła 959 osób/km² (wśród 1842 gmin Regionu Centralnego La Riche plasuje się na 39. miejscu pod względem liczby ludności, natomiast pod względem powierzchni na miejscu 1235.).